# Panteism
Panteismul este o concepție filozofică monistă care identifică divinitatea cu întreaga materie și universul. Sau cum spunea Spinoza: Deus sive Natura („Dumnezeu sau Natura”, pentru Spinoza Dumnezeu fiind Natura). În concepția panteistă se consideră că universul fizic trebuie înțeles ca o divinitate imanentă , încă în expansiune și creare, care există de la începutul timpurilor. Termenul panteist desemnează pe cineva care susține că toate constituie o unitate, precum și că această unitate este divină, constând din Dumnezeu sau zeiță, manifestate atotcuprinzător. Pe scurt, panteistul este un adept al panteismului.
Panteiști de seamă: Platon, Lao Tzu, Plotin, Schelling, Hegel, Giordano Bruno, Ioan Scotus Eriugena, Paul Tillich, Ralph Waldo Emerson, Leibniz, Walt Whitman, D.H. Lawrence, Jorge Luis Borges și bineînțeles Spinoza.
Atât concepția panteistă cât și cea deistă au în comun crezul în existența divinității, respectiv a lui Dumnezeu, însă concepția panteistă susține că Dumnezeu este prezent în tot, identificându-se cu materia și universul, cu propriile sale creații, fiind schimbător și imperfect, spre deosebire de concepția deistă, care consideră că Dumnezeu a creat lumea, ulterior asistând impasibil la procesul de evoluție al acesteia.